# Michael Letmathe
Michael Letmathe (* 1984 in Essen) ist ein deutscher Theaterregisseur und Dramaturg.

## Leben
Parallel zum Studium der Germanistik, Romanistik und Geschichte an der Heinrich-Heine-Universität Düsseldorf begann Michael Letmathe seine Theaterarbeit am Schauspiel Essen, wo er erste Hospitanzen und Assistenzen in verschiedenen Bereichen absolvierte. Der Schritt in die Professionalität erfolgte 2008, als er am Theater der Stadt Aalen als Dramaturg, Referent für Presse- und Öffentlichkeitsarbeit sowie als Theaterpädagoge tätig war. 2010 wechselte er ans Staatstheater Nürnberg, bevor er im Anschluss für vier Jahre als Regieassistent am Badischen Staatstheater Karlsruhe arbeitete. Hier entstanden eigene Regiearbeiten, wie z. B. die musikalische Revue Dinner for One mit Songs, die ab 2012 regelmäßig zum Jahreswechsel in den Spielplan aufgenommen wurde. In der Reihe Das Neue Stück richtete Michael Letmathe Dramentexte von aufstrebenden Autor:innen wie z. B. Magdalena Schrefel, Aiat Fayez, Gerhild Steinbuch, Falk Richter und Konstantin Küspert ein. Weitere Regieerfahrung sammelte er außerdem am Kammertheater Karlsruhe, wo er Franz Wittenbrinks musikalische Komödie Männer inszenierte und eine eigene Fortsetzung unter dem Titel Männer 2 verfasste und zur Uraufführung brachte.
Zur Spielzeit 2015/16 wechselte Michael Letmathe als Schauspieldramaturg ans Theater Münster, wo er auch eigene Regiearbeiten realisierte. Neben Party Time von Harold Pinter oder Small Town Boy von Falk Richter inszenierte er die deutschsprachige Erstaufführung von Michel Marc Bouchards Tom auf dem Lande. Als Gastdramaturg arbeitete er 2017 am Theater Osnabrück zusammen mit Tuğsal Moğul und Anis Hamdoun an der Uraufführung von Die Unbekannte Stadt. Am Theater Paderborn inszenierte er 2018 Die unsichtbare Hand von Pulitzer-Preisträger Ayad Akhtar. In Münster brachte er im gleichen Jahr Das Weiße Album der Beatles auf die Bühne und entwickelte anlässlich des Jubiläums 100 Jahre Bauhaus, in Kooperation mit dem LWL-Museum Münster, das spartenübergreifende Tanztheaterprojekt Unknown Territories, wofür er mit Hans Henning Paar zusammenarbeitete. Seine Inszenierung Wer hat meinen Vater umgebracht, nach dem Roman von Édouard Louis, wurde zum virtuellen Theatertreffen von nachtkritik.de eingeladen und unter die zehn besten Inszenierungen des Jahres 2020 gewählt. In der 25. Ausgabe des Festivals Woche junger Schauspieler*innen war er Teil des Kuratoriums. Am Theater und Orchester Heidelberg war er von 2020 bis 2022 als Schauspieldramaturg tätig. Er war dort Kurator für den Heidelberger Stückemarkt und künstlerischer Produktionsleiter für das Theaterfestival Remmidemmi. In Heidelberg inszenierte er 2022 Aufzeichnungen eines Wahnsinnigen von Nikolai Wassiljewitsch Gogol. Von 2022 bis 2024 war er Dramaturg am Schauspiel Hannover. Dort realisierte er gemeinsam mit dem Regisseur Ran Chai Bar-zvi die Erstaufführung von Blutbuch von Kim de l'Horizon. Seit 2024 ist er Chefdramaturg am Deutschen Theater Göttingen. Mit Die Nacht, als Laurier erwachte brachte er erneut eine Deutschsprachige Erstaufführung von Michel Marc Bouchard auf die Bühne.
Für die Bühnenmusik von Michael Letmathes Inszenierungen zeichnet der Sänger und Komponist Fabian Kuss verantwortlich.

## Inszenierungen (Auswahl)
- 2012 bis 2019: Letmathe: Dinner for One mit Songs (UA, Badisches Staatstheater Karlsruhe)
- 2016: Falk Richter: Small Town Boy (LWL-Museum Münster)
- 2016: Harold Pinter: Party Time (Theater Münster)
- 2016: Michel Marc Bouchard: Tom auf dem Lande (DSE, Theater Münster)
- 2018: Roland Schimmelpfennig: Das weiße Album (Theater Münster)
- 2018: Ayad Akhtar: Die Unsichtbare Hand (Theater Paderborn)
- 2018: Letmathe und Paar: Unknown Territories (UA, Theater Münster)
- 2019: Patrick Marber: Don Juan (DSE, Theater Münster)
- 2019: Édouard Louis: Wer hat meinen Vater umgebracht (Theater Münster)
- 2022: Nikolai Gogol: Aufzeichnungen eines Wahnsinnigen (Theater und Orchester Heidelberg)
- 2024: Michel Marc Bouchard: Die Nacht, als Laurier erwachte (DSE, Deutsches Theater Göttingen)

## Dramaturgie (Auswahl)
- 2016: Tuğsal Moğul: Deutsche Konvertiten, Regie: Tuğsal Moğul (Pumpenhaus Münster und Theater Münster)
- 2017: Falk Richter: Je suis Fassbinder, Regie: Max Claessen (Theater Münster)
- 2018: Friedrich Schiller: Wilhelm Tell, Regie: Frank Behnke (Theater Münster)
- 2018: Gabriel Chevallier: Heldenangst, Regie: Frank Behnke (Theater Münster)
- 2018: Joël Pommerat: Die Wiedervereinigung der beiden Koreas, Regie: Anne Bader (Theater Münster)
- 2018: Nick Whitby: Sein oder Nichtsein, Regie: Christian von Treskow (Theater Münster)
- 2019: Franzobel: Das Floss der Medusa, Regie: Stefan Otteni (Theater Münster)
- 2019: Ruth Messing: Münster 69. Revolution in der Provinz, Regie: Ruth Messing (Theater Münster)
- 2019: Svenja Viola Bungarten: Bonn ist eine Stadt im Meer, Regie: Simone Blattner (Theater Münster)
- 2021: Dietmar Dath: Restworld, Regie: F. Wiesel (Theater und Orchester Heidelberg)
- 2022: Luise Voigt: Villa Abendsonne, Regie: Luise Voigt (Theater und Orchester Heidelberg)
- 2022: Kevin Rittberger: Wir sind nach dem Sturm, Regie: Marie Bues (Schauspiel Hannover)
- 2023: Sivan Ben Yishai: LIEBE / Eine argumentative Übung, Regie: Julia Wissert (Schauspiel Hannover)
- 2023: Kim de l’Horizon: Blutbuch, Regie: Ran Chai Bar-zvi (Schauspiel Hannover)
- 2024: Joël Pommert: La Révolution #1 – Wir schaffen das schon, Regie: Schirin Khodadadian (Deutsches Theater Göttingen)
- 2025: Jack Thorne nach dem Film von Hirokazu Kore-eda: Nach dem Leben (After Life), Regie: Ulrike Arnold (DSE, Deutsches Theater Göttingen)